# 埃瓦爾德·舒爾

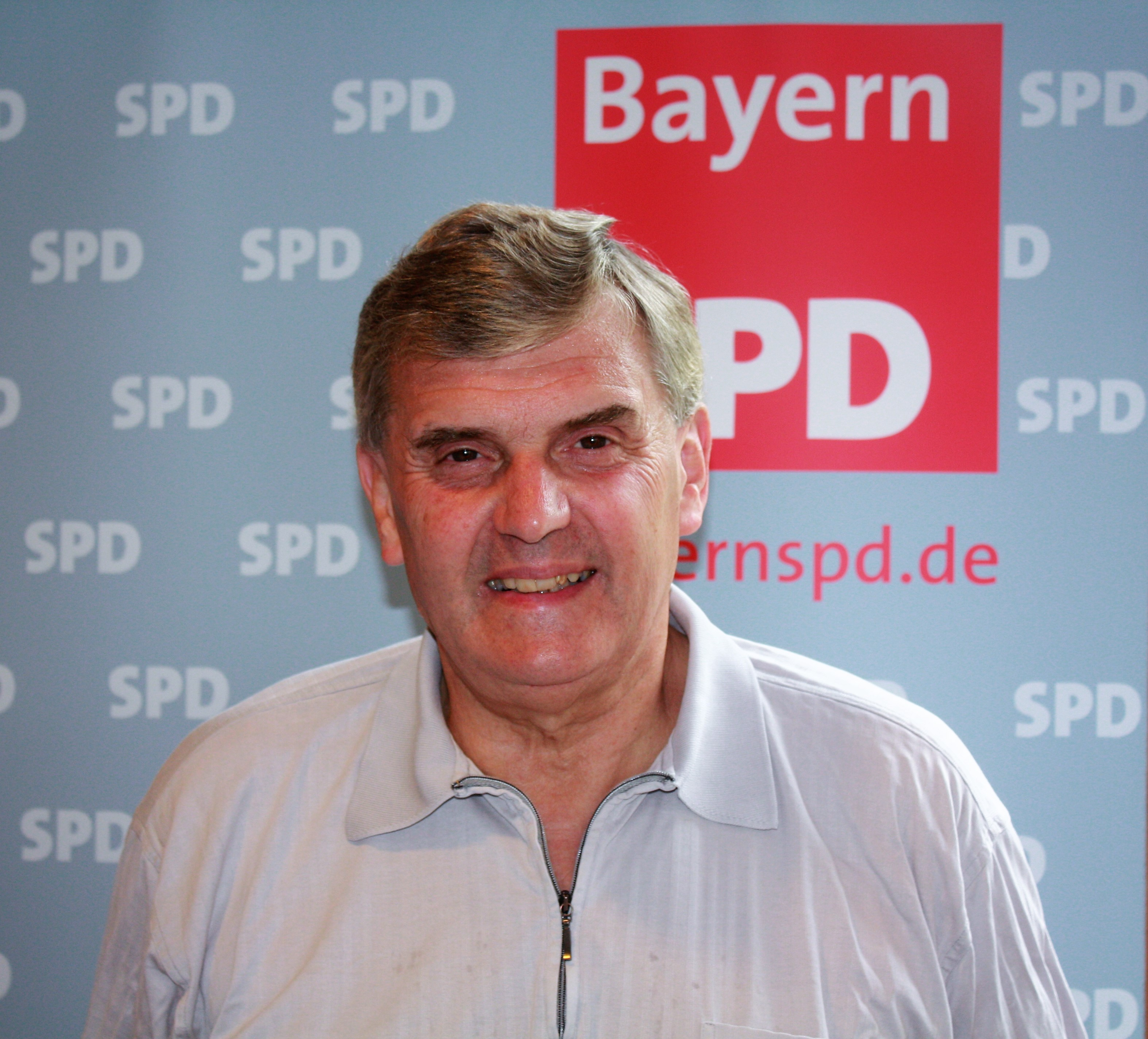
2017年8月的埃瓦爾德·舒爾

埃瓦爾德·舒爾（英語：Ewald Schurer，1954年4月15日—2017年12月2日），天主教徒、是一名德国社会民主党政治家。1998年至2002年、2005年至其去世期间，担任德国联邦议院议员。1984年，曾经担任埃伯斯贝格县议员。他有四个孩子。
2017年12月2日，因病于家中去世，享年63岁。